# Denise Paulme
Denise Paulme também chamada Denise Paulme Schaeffner (Paris, 4 de maio de 1909 - Paris, 14 de fevereiro de 1998), foi uma etnóloga e antropóloga africanista francesa. Através de seus numerosos campos de investigação e seus escritos, contribuiu para o enriquecimento do conhecimento do mundo africano.

## Vida
Quando jovem, morou na França com sua tia materna. Enquanto isso, seus pais moram na África. Eles voltaram para a França quando Denise tinha 10 anos  .
Denise Paulme voltou-se primeiro para os estudos jurídicos e especializou-se na história do direito e no estudo do direito "primitivo" enquanto trabalhava como datilógrafa. Curiosa, e por fim pouco interessada em direito, foi quando assistiu a uma conferência de Marcel Mauss, intitulada "Instruções de etnologia para o uso de administradores coloniais, missionários e exploradores". Apaixonada pela disciplina, matriculou-se na École Pratique des Hautes Etudes. Ao mesmo tempo, a conselho de seu professor Marcel Mauss, tornou-se voluntária no Musée d'Ethnographie du Trocadéro, onde conheceu Paul Rivet e Lucien Lévy-Bruhl. Ambos a pressionam a candidatar-se a uma bolsa Rockefeller, que ela obteve e compartilhou com a linguista Déborah Lifchitz (que será presa em 1943 em Paris e deportada para Auschwitz)  . 
O início de sua carreira foi marcado pela paixão pela descoberta da etnografia. Com base em suas notas de curso, em 1947 ela publicou Manual de etnografia, em homenagem a seu professor Marcel Mauss.
A morte do marido, em 1980, perturbou consideravelmente a sua carreira, tornando-se cada vez menos regular as publicações, ainda que se conteve para intervir em colóquios (em particular os da Maison Suger). Ela faleceu em 14 de fevereiro de 1998, aos 89 anos .

## Realizações
Suas primeiras investigações a levaram a Sanga (país Dogon) em 1935 na companhia de Deborah Lifchitz, onde realizaram mais de 9 meses de trabalho de campo, um período excepcional para o trabalho etnológico. Com o marido, o etnomusicólogo André Schaeffner, e para quem escreveu Lettres de Sanga, ficou em 1945 entre os arrozeiros Kissi da Alta Guiné Francesa para o Instituto Francês da África Negra. Em 1954, foi para Bagas(Guiné Francesa ) e em 1958 para Bétés (Costa do Marfim ). 
Paulme fez várias estadias sozinha na Costa do Marfim. Sua primeira missão de campo, que acontece entre os Dogon, é uma revelação: foi onde publicou sua obra mais famosa, L'organisation sociale des Dogon. A sua estadia permite-lhe refinar a sua metodologia, adotando a racionalidade da coleção, o rigor e o sentido de detalhe e observação. Criando uma relação de confiança com os Dogon, ela até teme voltar a Paris. Mais tarde denunciaria, ao longo de sua carreira, o comportamento dos brancos coloniais, dos quais se sentia mais distante do que os povos que estudava .
Em sua segunda missão com os Kissi, ela se esforça para destacar as crenças e concepção de vida após a morte deste povo, observações que ela irá resumir em Les gens du riz  . A sua partida para o Bété (Costa do Marfim) marcará a sua carreira em particular. Em A sociedade da Côte d'Ivoire, ontem e hoje, a Bété, concentra-se em particular no estudo do impacto da cultura de exportação e da chegada de estrangeiros nas populações, ao mesmo tempo que mostra a persistência dos rituais tradicionais.
Ao longo de sua carreira, ela demonstrará um interesse particular pela situação das mulheres nas sociedades de linhagem, lamentando não ter estudado o suficiente seu papel. No entanto, ela publicou Mulheres da África Negra em 1960, considerada uma das primeiras grandes obras da etnologia, devido à sua boa análise e seu tema pouco documentado. Através de suas experiências em museus, Denise Paulme produziu inúmeras obras sobre arte africana, e até concordou em dirigir a seção África do Museu de Artes Africanas e Oceânicas (Porte Dorée). Ela até tentou expor artistas africanos contemporâneos lá, sem sucesso  .
Ela também está interessada nos fatores estruturais da organização das sociedades, e em 1971 publica Classes e associações de idade na África Ocidental . Retomando a sua intervenção em 1969 na École des Hautes Etudes de Sciences Sociales (EHESS), este livro nasce do seu questionamento da idade como critério de organização social. Por fim, tema crescente no final de sua carreira, Denise Paulme é apaixonada por interpretar contos. Nesse sentido, publica A Mãe Devoradora. Ensaio sobre a morfologia dos contos africanos. Neste livro em particular, mas também ao longo da sua carreira, o etnólogo procurará encontrar analogias nas suas observações, apesar de uma aparente diversidade e pluralidade  .
Foi responsável pelo departamento da África Negra no Musée de l'Homme de 1937 a 196, com Michel Leiris. Foi nomeada diretora de estudos da VI seção da École Pratique des Hautes Etudes em 1957, que se tornou Ecole des Hautes Etudes en Sciences Sociales em 1975. Depois, em 1967, chefiou o Comitê Técnico de Antropologia da ORSTOM (agora IRD). Mais tarde, fundou o Centro de Estudos Africanos com Paul Mercier e Gilles Sautter, onde teve o cuidado de criar um Centro de Documentação dedicado à História Oral. 

## Escritos
Para além dos seus livros monográficos, devemos-lhe reflexões hoje clássicas sobre várias instituições sociais, em particular o sistema de classes etárias, bem como trabalhos sobre a situação das mulheres nas sociedades de linhagem e sobre a interpretação dos contos. Seu trabalho será notadamente retomado e publicado regularmente em revistas como Revue de l'Histoire des Religions, Cahiers internationales de sociologie ou Cahiers d'études africaines.

### Livros
- Organisation sociale des Dogon (Soudan français), Paris, Domat-Montchrestien, 1940 (rééd. Jean-Michel Place, 1988).
- (éd.) Manuel d'ethnographie de Marcel Mauss, Paris, Payot, 1947.
- Les Gens du riz. Kissi de Haute-Guinée Française, Paris, Plon, 1954.
- (éd.), Femmes d’Afrique noire, Paris-La Haye, Mouton, 1960.
- Une société de Côte d’Ivoire hier et aujourd’hui. Les Bété, Paris-La Haye, Mouton, 1962.
- Les Sculptures de l'Afrique noire, Paris, Presses Universitaires de France, Paris, 1956.
- (éd.), Classes et associations d’âge en Afrique de l’Ouest, Paris, Plon, 1971.
- La Mère dévorante. Essai sur la morphologie des contes africains, Paris, Gallimard, 1976.
- La Statue du commandeur. Essais d’ethnologie, Paris, Le Sycomore, 1984.
- Lettres de Sanga à André Schaeffner, suivi des Lettres de Sanga de Deborah Lifchitz et Denise Paulme à Michel Leiris, Paris, Fourbis, 1992.
- Cendrillon en Afrique, Paris, Galaade éditions, 2007 (recueil posthume, préface de Françoise Héritier).
- Lettres de Sanga (avec Deborah Lifchitz), édition augmentée, présentée et annotée par Marianne Lemaire, Paris, CNRS Éditions, 2015.